# Saint-Vougay

Saint-Vougay este o comună în departamentul Finistère, Franța. În 1 ianuarie 2022 avea o populație de 879 de locuitori.